# Џипси панк
Цигански панк или џипси панк (енгл. Gypsy punk) је хибридни музички жанр који укршта традиционалну ромску музику са панк роком. Једна од првих рок група која је укључила елементе панка и ромске музике била је Motherhead Bug, која је била активна углавном почетком 1990-их. Шира публика је постала свесна жанра након што је бенд Gogol Bordello објавио албум Gypsy Punks: Underdog World Strike, а фронтмен Јуџин Хуц описао је њихов наступ као „Џипси панк кабаре“.
Џипси панк бендови обично комбинују рок ритмове и инструментацију са традиционалнијим ромским инструментима као што су бубњеви, тамбура, хармоника, гусле, труба и саксофон.

## Историја
Порекло термина „џипси панк” може бити спорно, али се слаже да је ромска култура начин на који је настао. Роми, који су распрострањени широм света, утицали су на музичку индустрију на западу, што се види кроз бендове као што је Gogol Bordello. Источноевропска и традиционална инструментација и вишејезични текстови су заједничке карактеристике ромске музике. У случају Гогоља Бордела, оптимистичан темпо и „панк вриштање“ заједно са овим уобичајеним „ромским“ карактеристикама стварају конкретан пример онога што је познато као ципси панк. „Реч „џипси“ заједно са термином „панк“ има занимљиве импликације у томе што панк обухвата одређени начин побуне, анархије и отпора у западном контексту“ што је добро приметити будући да је у време када су Гогол Бордело и други бендови уводили овај жанр, „панк покрет је постао идентификован у масовној култури као дефинитивна изјава о уништењу музичких и друштвених норми, колективно одбацујући правила прошлости због суморне и лицемерне садашњости и будућност коју су обезбедили”. То значи да су Роми који су се настанили на западу преузели елементе из „ромске музике у стилу који је дужан западном панк-у”, зато што је џипси панк мешавина традиционалне музике и популарне музике са западном културом. Роми се колонизују и наизглед се насељавају у лабав сопствени идентитет. Сама музика „сматра се постколонијалним покретом“.

## Филозофија
Од својих миграција из своје првобитне домовине у Индији, Роми су били толико раширени да им „недостаје домовина“. Џипси пунк није само пун ромске културе, већ и њеног недостатка. За Роме, музика је идентификована као „примарни облик културног изражавања“. Роми су, кроз своје везе са утицајем западног панка, створили музику која омогућава онима који свирају да се изразе и створе идентитет.
Џипси пунк не користе и изводе само људи ромске, или „циганске“, културе. Панк обухвата „побуну, анархију и отпор“. Ове мисли се затим преносе у хибридни жанр „Џипси Пунк”. Ово инсинуира да ромски наступи и сама музика промовишу слободу за оне који учествују у жанру. То је романтизована верзија живота правог „цигана“. Уместо да буду „Руски“, „Јеврејски“, „Источноевропски“ итд., они могу „артикулисати своје идентитете, док се придружују представи дивљег и лутајућег Цигана“. Тиме што се стварна циганска култура чини као нешто што није, „она не узима у обзир аутентичност представљања Рома, већ радије реплицира идеализовану и измишљену верзију онога што значи бити Ром.

## Џипси панк бендови
- Afenginn
- Alamaailman Vasarat
- Baildsa
- Balkan Beat Box
- Blackbird RAUM
- Crash Nomada
- DeVotchKa
- Diego's Umbrella
- Dorlene Love
- Emir Kusturica & The No Smoking Orchestra
- Firewater
- Foltin
- Gogol Bordello
- Golem
- Insomniac Folklore
- Juana Ghani
- KAL
- Kultur Shock
- The Lemon Bucket Orkestra
- Mischief Brew/Guignol
- The Mouldy Lovers
- The Penny Black Remedy
- Räfven
- Viza
- The World/Inferno Friendship Society
- Zdob şi Zdub